# Метахрональный ритм
Метахрональный (метахронный) ритм (англ. Metachronal rhythm или Metachronal wave) — волнообразные движения, производимые путем последовательных (не синхронных) действий частями живых организмов, такими как реснички или сегменты червей, либо большим числом самостоятельных живых организмов — пчёл, светляков. Эти движения создают видимость бегущей волны.

## Описание
Явление широко распространено в природе, например, на ресничках ряда водных организмов (гребневики, моллюски, инфузории), а также на эпителиальных поверхностях многих других организмов, включая протисты. Такое же движение создают болельщики на стадионах — это пример крупномасштабной метахрональной волны.
Метахронные ритмы можно увидеть в согласованных движениях ног многоножек и других наземных беспозвоночных, а также в согласованных движениях социальных насекомых.
Метахрональная координация у простейших, покрытых многочисленными жгутиками, проявляется как самоорганизующийся феномен и помогает биению жгутиков, понижая энергетический порог биения и увеличивая его частоту. Она основана на координации биологических моторов, подающих энергию для движения жгутиков. Метахронизм и феномен макроскопического обтекания ресничных организмов могут существовать как самоорганизующиеся явления, обусловленные гидродинамикой.
Метахронное движение также было воспроизведено в синтетических микрофлюидных системах с использованием магнитных нитей.